# Hostačovka
Hostačovka je malá říčka v Kraji Vysočina a Středočeském kraji, levostranný přítok řeky Doubravy. Délka toku činí 23,7 km. Plocha povodí měří 98,4 km².

## Průběh toku
Pramení v nadmořské výšce 513 m, asi 0,5 km jihovýchodně od Jarošova u Uhelné Příbrami. Protéká nejprve rybníky Malý Kazbal a Velký Kazbal a poté severozápadním směrem přes městys Vilémov u Golčova Jeníkova, Sirákovický a Jezuitský rybník, obec Hostačov, Kamenné Mosty do Žlebů, kde se v zámeckém parku vlévá tzv. Malým vodopádem do řeky Doubravy na jejím 25,7 říčním kilometru v nadmořské výšce 228 m.

### Geomorfologické členění
Převážná část povodí říčky, kromě dolního toku v severní části popisované oblasti, se nachází v Hornosázavské pahorkatině. Pramenná oblast Hostačovky a Doubravky spolu s větší částí povodí Petrovického potoka se nalézá v nejsevernější části Chotěbořské pahorkatiny. Tento okrsek náleží pod Havlíčkobrodskou pahorkatinu, která je geomorfologickým podcelkem výše zmíněné Hornosázavské pahorkatiny. Střední tok říčky spolu s levostrannými přítoky (Babský potok a Váhanka) a převážná část povodí zprava přitékající Doubravky odvodňují území ve východní části Golčojeníkovské pahorkatiny, která je okrskem Kutnohorské plošiny. Kutnohorská plošina je součástí Hornosázavské pahorkatiny. Dolní tok Hostačovky, Zehubský potok a dolní toky Výrovky a Doubravky na severu jejich povodí odvodňují jižní část Ronovské kotliny, která je okrskem Čáslavské kotliny. Čáslavská kotlina je geomorfologickým podcelkem v jihovýchodní části Středolabské tabule. Nejvyšším bodem celého povodí je vrch Kubík (535 m n. m.), který se nalézá severovýchodně od Jarošova. Hostačovka odvádí vodu z jeho jižních svahů.

### Větší přítoky
Největším přítokem Hostačovky je potok Doubravka přitékající zprava v Kamenných mostech.
- Petrovický potok, zprava, ř. km 16,5[1]
- Babský potok, zleva, ř. km 13,2[4]
- Váhanka, zleva, ř. km 10,9[5]
- Výrovka, zleva, ř. km 5,8[6]
- Zehubský potok, zleva, ř. km 5,3[7]
- Doubravka, zprava, ř. km 5,1[7]

## Vodní režim

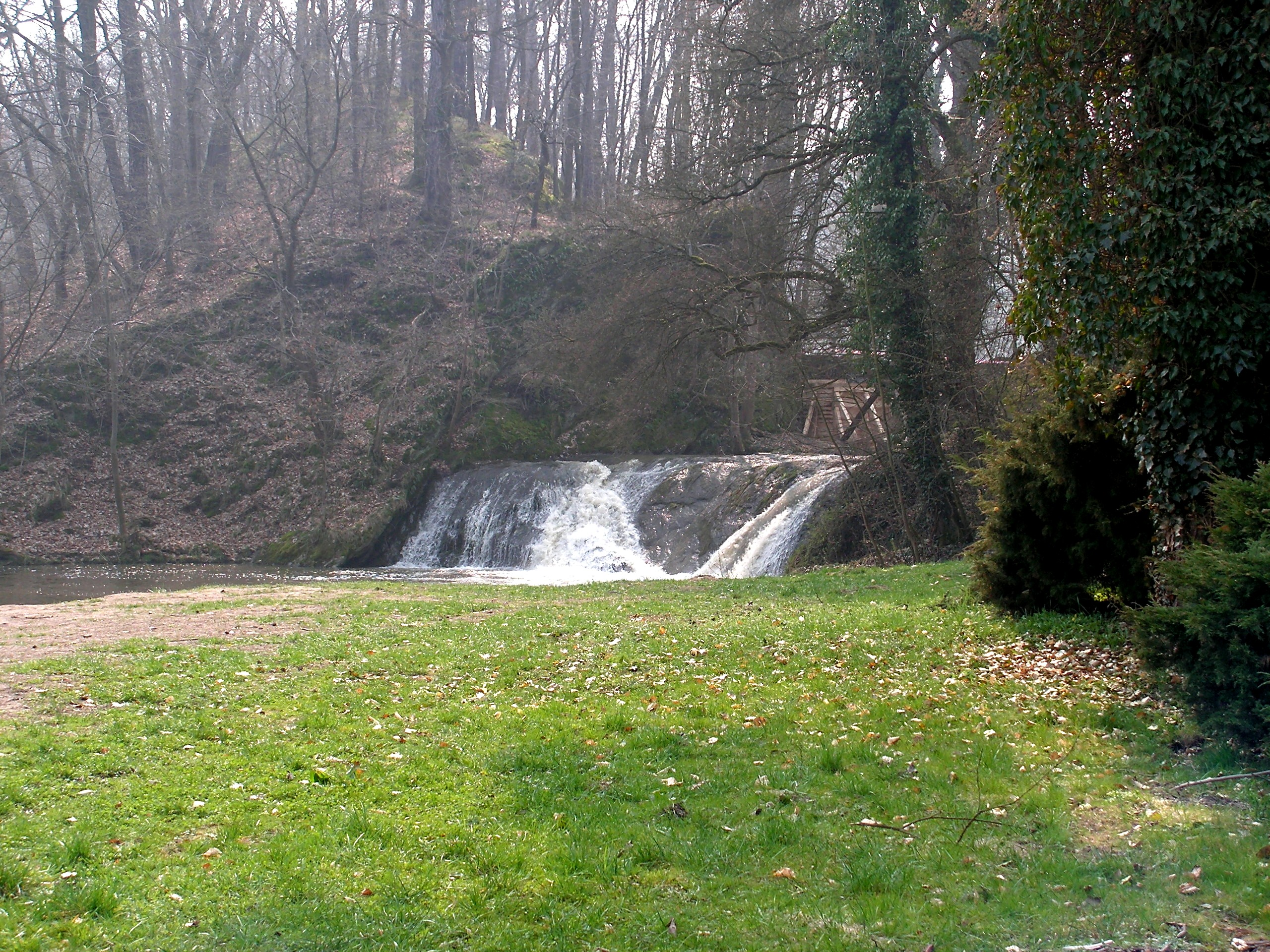
Ústí Hostačovky do Doubravy

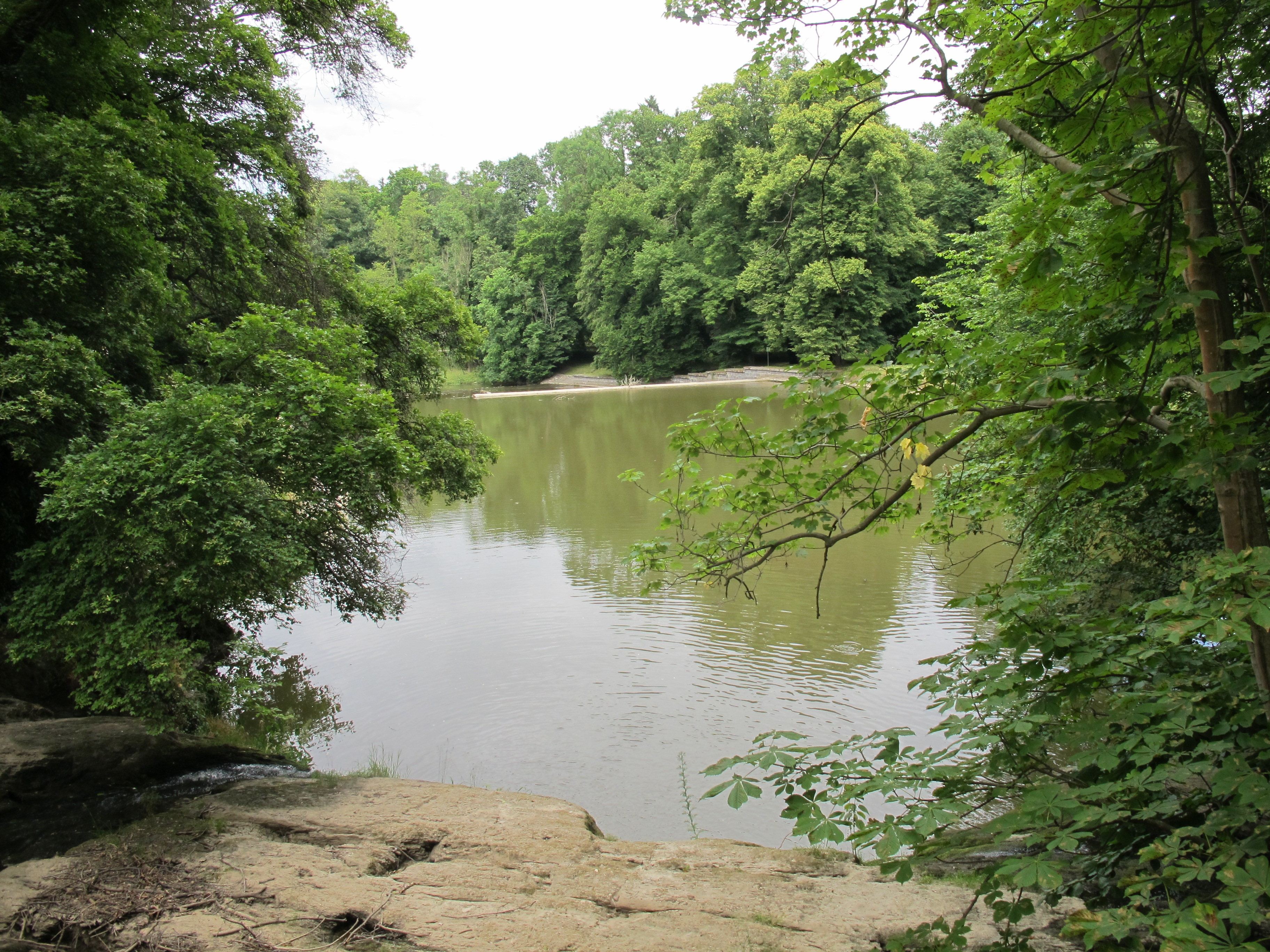
Pohled od vodopádu na řeku Doubravu za nízkého stavu vody

Průměrný průtok Hostačovky u ústí činí 0,43 m³/s. Říčka je nejvodnějším přítokem řeky Doubravy.

## Zajímavosti

### Obora Žleby
Obora se nachází jihovýchodně od Žlebů na dolním toku Hostačovky při jejím ústí do Doubravy. Žlebská obora založená v roce 1972 se rozprostírá na ploše 120 ha. Je zde chována bílá jelení zvěř (Cervus elephus maral), černá zvěř (Sus scrofa), stáda daňků (Dama dama) a muflonů (Ovis musimon).

### Přírodní památky v povodí Hostačovky
- Borecká skalka – hadcový lom s výskytem sleziníku hadcového (Asplenium cuneifolium).[10]
- Pod Kazbalem – fragment vlhkých luk s výskytem hořce hořepníku (Gentiana pneumonanthe), kosatce sibiřského (Iris sibirica), upolínu nejvyššího (Trollius altissimus) a dalších vzácných druhů rostlin, ale i živočichů.[11]

### Starý kamenný most v Kamenných Mostech
V Kamenných Mostech při ústí Zehubského potoka se nachází starý kamenný tříobloukový most, jehož vznik se datuje do 14. století. Dvakrát zakřivený most je dlouhý přes 41 m a jeho šířka je přibližně 9 m.

### Vodopád Hostačovky
Tento vodopád nazývaný též Malý vodopád se nachází ve Žlebech v místě ústí Hostačovky do Doubravy. Výška stupně činí 3 m. Jedná se o jednostupňový, dvouramenný, vějířovitý vodopád, jehož původ je nejasný.